# رافاييل بيمنتل
رافاييل بيمنتل (بالإسبانية: Rafael Pimentel)‏ هو محامي مكسيكي، ولد في 1855 في أوخاكا في المكسيك، وتوفي في 31 يوليو 1929 في مدينة مكسيكو في المكسيك.